# Entre los árboles (álbum)
Entre los árboles es el segundo álbum de la banda de pop rock peruana Mar de Copas, fue lanzado en 1994 bajo la disquería El Virrey.

## Historia
Este álbum marcó la consolidación de los integrantes de Mar de Copas. Fue grabado en su totalidad en los estudios de Miki González entre octubre y noviembre de 1994.

## Lista de canciones
| N.º | Título                       | Escritor(es)            | Duración |  |
| 1.  | «Entre los árboles»          | M. Barrios              | 4:12     |  |
| 2.  | «Huida»                      | M. Barrios              | 4:31     |  |
| 3.  | «Prendí otro fuego por ella» | M. Barrios              | 3:22     |  |
| 4.  | «Regalo de amor»             | M. Barrios              | 3:16     |  |
| 5.  | «Aquí en el borde del mar»   | M. Barrios              | 5:44     |  |
| 6.  | «Morir un poco»              | M. Barrios              | 4:17     |  |
| 7.  | «Tras esa puerta»            | M. Barrios, T. Leverone | 5:30     |  |
| 8.  | «Sobre las vías del tren»    | T. Leverone             | 4:15     |  |
| 9.  | «Blue ice»                   | P. Condos, M. Barrios   | 2:44     |  |
| 10. | «País de tus sueños»         | M. Barrios, T. Leverone | 3:39     |  |
| 11. | «Esos días»                  | M. Barrios, T. Leverone | 3:50     |  |
| 12. | «Viajo en tu piel»           | R. Quijano              | 4:27     |  |

| Reedición, 1998 |                     |                                      |          |  |
| N.º             | Título              | Escritor(es)                         | Duración |  |
| 13.             | «Sol soberano»      | M. Barrios, T. Leverone, C. Zamalloa | 4:26     |  |
| 14.             | «El dolor del amor» | T. Leverone                          | 3:25     |  |
| 15.             | «Con el mar»        | C. Zamalloa                          | 11:06    |  |

## Músicos
- Toto Leverone: batería
- César Zamalloa: bajo
- José Manuel “Manolo” Barrios: guitarra y voz
- Phoebe Condos: teclado y coros
- Luis “Wicho” García: voz
- Claudia Salem: coros y pandereta
- Miki González: guitarra en "Aquí en el borde del mar"